# Guguak
Guguak is een bestuurslaag in het regentschap Padang Pariaman van de provincie West-Sumatra, Indonesië. Guguak telt 6097 inwoners (volkstelling 2010).